# IC 5096
IC 5096 — галактика типу Sbc (компактна витягнута спіральна галактика) у сузір'ї Павич.
Цей об'єкт міститься в оригінальній редакції індексного каталогу.